# Valsonne
Valsonne is een gemeente in het Franse departement Rhône (regio Auvergne-Rhône-Alpes). De plaats maakt deel uit van het arrondissement Villefranche-sur-Saône. Valsonne telde op 1 januari 2022 994 inwoners.

## Geografie
De oppervlakte van Valsonne bedroeg op 1 januari 2022 18,25 vierkante kilometer; de bevolkingsdichtheid was toen 54,5 inwoners per km².

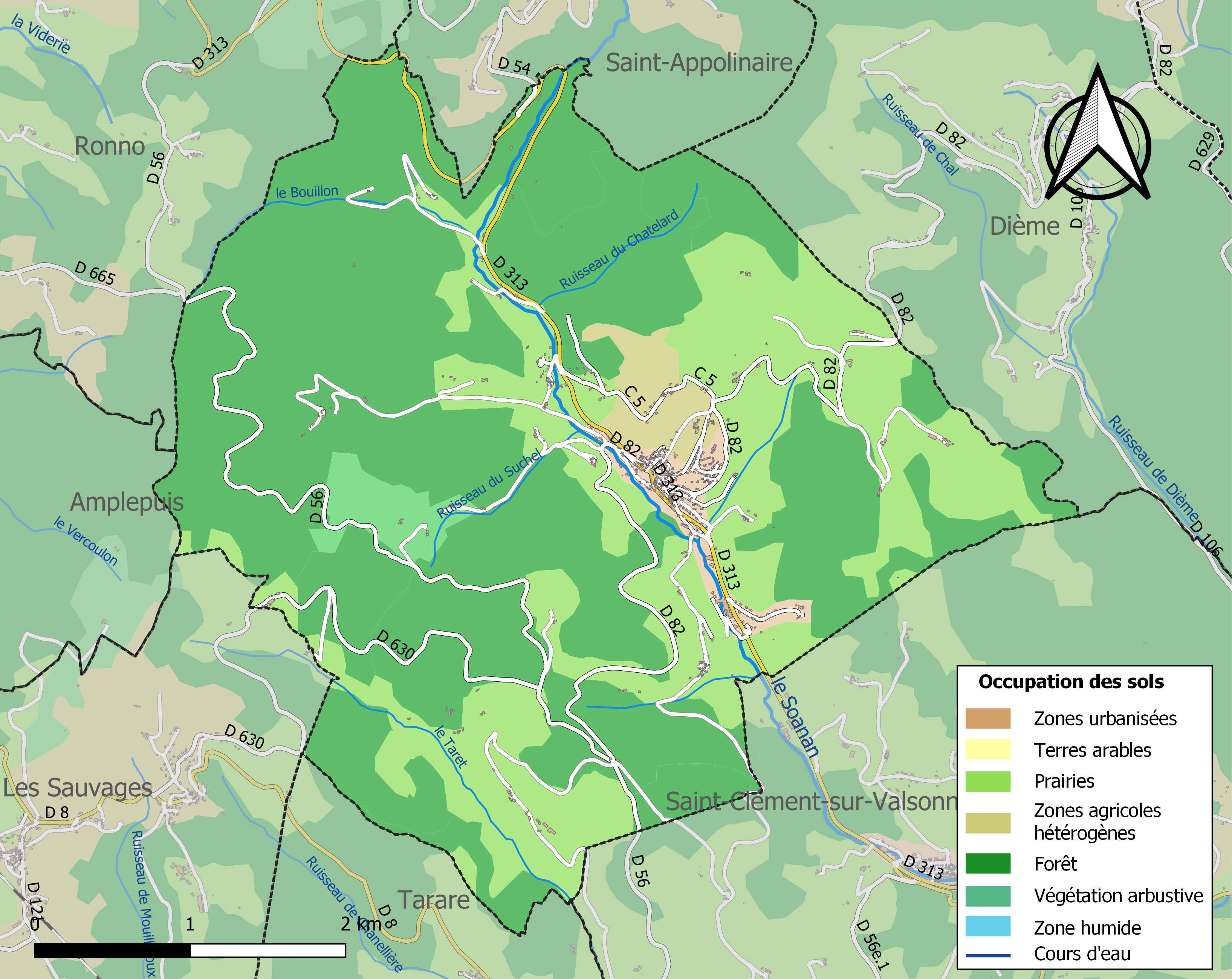
Kaart van de gemeente met de belangrijkste infrastructuur, bodemgebruik en omliggende gemeenten

## Demografie
Onderstaande figuur toont het verloop van het inwonertal (bron: INSEE-tellingen).